# Tarot (2024)
Tarot is een Amerikaanse bovennatuurlijke horrorfilm uit 2024, geschreven en geregisseerd door Spenser Cohen en Anna Halberg, in hun speelfilmdebuut. De film is gebaseerd op de roman Horrorscope uit 1992 van Nicholas Adams. 

## Verhaal
Een groep schoolvrienden, Haley, Grant, Paxton, Paige, Madeline, Lucas en Elise, huurt een landhuis in de Catskills voor Elise's verjaardag. Nadat ze een vreemd Tarot-kaartspel dat ze vonden in de kelder van het huis, hebben gebruikt, sterven ze een voor een op gruwelijke wijze en moeten ze het mysterie van het kaartspel ontdekken voordat de tijd om is.

## Rolverdeling
| Acteur             | Personage |
| ------------------ | --------- |
| Harriet Slater     | Haley     |
| Adain Bradley      | Grant     |
| Avantika           | Paige     |
| Wolfgang Novogratz | Lucas     |
| Humberly González  | Madeline  |
| Larsen Thompson    | elise     |
| Olwen Fouéré       | Alma      |
| Jacob Batalon      | Paxton    |

## Release en ontvangst
Tarot ging op 3 mei 2024 in première. De film kreeg overwegend negatieve kritieken van de filmcritici. Op Rotten Tomatoes heeft de film een score van 17% op basis van 63 beoordelingen. Metacritic komt op een score van 36/100, gebaseerd op 12 beoordelingen.

### Kassaopbrengsten
In de Verenigde Staten en Canada werd Tarot samen met The Fall Guy uitgebracht en zou tijdens het openingsweekend naar verwachting 5 à 6 miljoen Amerikaanse dollar opleveren in 3104 bioscopen. De film behaalde uiteindelijk in zijn openingsweekend $ 6,5 miljoen en eindigde daarmee op de vierde plaats. Op 24 juni 2024 had Tarot $ 18,7 miljoen opgebracht in de Verenigde Staten en Canada en $ 29,4 miljoen in andere gebieden, goed voor een wereldwijd totaal van $ 48,1 miljoen.